# Ghiacciaio Wylde
Il ghiacciaio Wylde è un ghiacciaio lungo circa 15 km, situato nella parte nord-occidentale della Dipendenza di Ross, nell'Antartide orientale. Il ghiacciaio, il cui punto più alto si trova a circa 1150 m s.l.m., si trova sulla costa di Borchgrevink, sul versante sud-orientale della dorsale dell'Alpinista, da dove fluisce verso sud-est, scorrendo lungo il versante sud-occidentale della cresta Dessent, fino ad entrare nella baia di Lady Newnes, formando anche una lingua glaciale al di sopra della baia, nei pressi di capo King.

## Storia
Il ghiacciaio Wylde è stato così battezzato dai membri della spedizione neozelandese di ricognizione geologica antartica svolta nel 1966-67, in onore di Leonard Wylde, uno scienziato neozelandese di stanza alla stazione Hallett nella stagione 1962-63.